# Décès en 1053
Décès
- 1049
- 1050
- 1051
- 1052
- 1053
- 1054
- 1055
- 1056
- 1057

Cette page dresse une liste de personnalités mortes au cours de l'année 1053 :

## Jour connu
- 25 mars : Procope de Sázava, prêtre séculier, puis ermite, fondateur du monastère de Sázava.
- 15 avril : Godwin, comte de Wessex[1].
- octobre : Wulfsige (en), évêque de Lichfield[2].
- 25 octobre : Enguerrand II de Ponthieu, comte de Ponthieu et seigneur d'Aumale.

## Jour inconnu
- Abu'l-Fath an-Nasir ad-Dailami (en), imam yéménite.
- Frédéric de Toscane, marquis de Canossa et de Toscane.
- Hartwig de Bamberg, évêque de Bamberg.
- Hananel ben Houshiel,  dit Rabbenou Hananel, rabbin et exégète tunisien.
- Abol-Hasan Kharaghani, poète persan.
- Liu Yong, poète chinois.
- Étienne de Mercœur, évêque du Puy.
- Amaury Ier de Montfort, seigneur de Montfort l'Amaury.
- Enguerrand II de Ponthieu, comte de Ponthieu et seigneur d'Aumale.
- Rhys ap Rhydderch (en), frère de Gruffydd ap Rhydderch, roi de Deheubarth.

## Crédit d'auteurs
- Cet article est partiellement ou en totalité issu de l'article intitulé « 1053 » (voir la liste des auteurs).